# Clusia macropoda
Clusia macropoda là một loài thực vật có hoa trong họ Bứa. Loài này được Klotzsch ex Engl. mô tả khoa học đầu tiên năm 1888.